# Fils de Potter
Fils de Potter (Sons A Witches en VO) est le sixième épisode de la vingt-et-unième saison de la série télévisée d'animation américaine South Park, et le 283e épisode de la série globale. Il est diffusé pour la première fois le 25 octobre 2017 sur Comedy Central. Cet épisode d'Halloween traite de l'hypocrisie entourant l'affaire Harvey Weinstein en utilisant la thématique des sorcières.
Les hommes de South Park organisent une fête de sorcières qui tourne mal. Les enfants essayent de remédier au problème, tandis que Cartman veut se débarrasser d'Heidi.

## Résumé
Gerald, Randy et d'autres pères de famille et hommes de South Park célèbrent la première nuit de leur "Semaine de Fête des sorcières" annuelle : la semaine précédant Halloween, ils vont chaque nuit au parc de Sentinel Hill pour faire la fête déguisés en sorcières. Ils dansent autour d'un feu, se saoulent et fument du crack. 
Pendant ce temps, Cartman attend impatiemment qu'Heidi finisse de se préparer pour aller au « Champ de citrouilles », une foire qui s'est installée en ville. Au moment où ils arrivent, de nombreuses attractions sont déjà fermées, à la grande colère de Cartman.
À la Fête des sorcières, Chip Duncan, un des pères de famille, lit un grimoire acheté à Salem et se transforme en une véritable sorcière. Il s'envole sur son balai, attaque South Park avec des bombes-citrouilles et kidnappe des enfants. Le Champ de citrouilles est incendié, obligeant Cartman et Heidi à fuir sans qu'ils aient pu faire une seule attraction. 
Le lendemain, Sharon confronte Randy sur le comportement de Chip. Il répond que Chip est devenue une mauvaise sorcière, mais que les autres ne sont pas comme lui.
À la cantine de l'école, les enfants de CM1, parmi lesquels Stan, Kyle, Butters et Kenny, discutent de la méchante sorcière, croyant que c'est une femme. Ils craignent que leurs parents leur interdisent de faire "bêtises ou friandises", et décident de faire quelque chose. À côté d'eux, Cartman, toujours en colère à propos de la nuit d'avant, regarde Heidi d'un air menaçant à travers la pièce. Quand les autres enfants disent qu'il faut se débarrasser d'elle (la sorcière), Cartman approuve, pensant qu'ils ont parlé d'Heidi.
Lorsque Sharon exprime sa désapprobation du départ de Randy pour la deuxième nuit de la Fête des sorcières, étant donné que Chip est en liberté, son mari refuse d'abandonner une tradition de plusieurs décennies à cause d'une seule mauvaise sorcière. En arrivent à Sentinel Hill, Randy et ses amis découvrent que l'endroit a été interdit au public. Ils pensent alors qu'ils sont persécutés pour les actions de Chip, d'une manière semblable à une chasse aux sorcières (dans le sens ici de panique morale), bien qu'ils évitent d'envoyer ce terme, un gag récurrent de cet épisode.
Tandis que Chip continue d'attaquer la ville et d'enlever des enfants, Kyle, Stan, Kenny et Butters se réunissent chez Kyle pour chercher comment tuer la mauvaise sorcière. Cartman arrive et propose un plan pour se débarrasser d'Heidi. Les autres répondent qu'il n'a jamais été question de faire ça, et Kyle reproche à Eric de mal se comporter avec sa petite amie, lui conseillant de rompre s'il ne veut plus la voir. Vexé, Cartman préfère s'en aller.
Le jour suivant, lors d'une assemblée scolaire, Randy et ses amis interviennent déguisés en sorcières et interprètent une musique destinée à transmettre un message d'utilité publique, disant que toutes les sorcières ne kidnappent pas les enfants, mais simplement les mauvaises sorcières. Bien que Stan et Kyle ne soient pas impressionnés par ce message, cela inspire Cartman à inviter Heidi à une fête costumée d'Halloween, déguisés en Hansel et Gretel afin d'attirer la méchante sorcière. Cette nuit-là, il la conduit sur un chemin sombre et bordé d'arbres, où il la laisse à la merci de Chip, qui la kidnappe.
Stan et Kyle découvrent que Chip faisait partie du même club de sorcières que leurs pères. Ils contactent le seul membre du groupe qui n'a pas participé à l'évènement cette année : le Président Garrison. Butters l'informe de la situation et lui demande de revenir à South Park pour vaincre Chip.
Stephen Stotch, membre du club de sorcières, vient voir Randy et essaye de le convaincre d'avouer à tout le monde leur consommation de crack et les sorts qu'ils ont infligés à leurs femmes durant le premier jour de la fête. Randy lui demande d'attendre le lendemain, un délai qui permet à Randy de contacter les autres pour leur dire qu'ils doivent sacrifier Stephen. Ce dernier est attiré vers sur le parking du magasin Ross de la ville, où ses camarades l'accusent publiquement devant les acheteurs et la police d'être la mauvaise sorcière. Mais cette dernière descend devant eux sur son balai. Chip révèle qu'il utilise une sacoche magique pour transporter les enfants et prévoit d'utiliser leur âme pour augmenter son pouvoir. Le Président Garrison arrive en Air Force One et ordonne à un satellite orbital de tirer un laser sur Chip, qui est réduit en cendres. La police libère tous les enfants du sac, à l'exception d'Heidi, qui n'est pas tout à fait prête, et dit aux agents qu'elle le sera bientôt. Se réjouissant que Chip soit mort, Garrison et les sorcières partent pour profiter du reste de leur fête, sous les regards furieux des femmes et des autres habitants de la ville.
Le jour d'Halloween, Cartman est de nouveau malheureux lorsqu'il doit attendre des heures qu'Heidi pour partir à la chasse aux bonbons.